# Termini di servizio
I termini di servizio (oppure termini e condizioni; in inglese: terms of service o terms and conditions, anche abbreviato in TOS, ToS o T&C) sono un contratto tra una parte, solitamente un service provider e un cliente di tale servizio, che è tenuto ad accettarli per poterne usufruire.

## Descrizione
Il suo uso si applica in ogni ambito di fornitura di generici servizi, ma è diventato particolarmente rilevante nell'ambito dei servizi informatici.
Usualmente un contratto dei termini di servizio include:
- Un glossario per definire in maniera univoca e senza ambiguità ogni termine chiave;
- I diritti dell'utente finale (definizione dell'uso "tipico" del prodotto e di uso "sbagliato", l'uso dei dati personali e le privacy policy, i dettagli dei metodi di pagamento, le modalità per disdire il servizio) e del fornitore del servizio;
- Un disclaimer, ovvero l'esonero di responsabilità in caso di danni all'utente finale per un errato utilizzo;
- L'avvertimento dell'utente finale riguardo a eventuali modifiche del contratto.

Un caso particolare dei termini di servizio è costituito dal contratto EULA, relativo alla fornitura di servizi software.

### La questione della reperibilità, leggibilità e comprensibilità da parte dell'utente finale
Risulta abbastanza criticata la talvolta eccessiva lunghezza, ricchezza di termini e costrutti giuridici e prolissità dei termini di servizio forniti da molti.
Da una ricerca del 2010 su 102 aziende riguardanti studi genetici, è emerso che solo 71 avessero dei termini di servizio disponibili pubblicamente, solo 57 di questi 71 avessero un disclaimer per eventuali danni all'utente finale e appena 20 di questi promettessero di non rivendere i dati degli utenti.
Un'altra ricerca del 2018 sulla leggibilità dei TOS dei 500 siti web più visitati al mondo evidenzia come:
- il 70% degli stessi avessero una lunghezza media di una frase di oltre 25 parole (considerato il limite per la leggibilità);
- il punteggio FRE ("Flesch Reading Ease") medio fosse di 34 (contro il minimo per la leggibilità fissato a 60);
- Il punteggio mediano F-K (Flesch-Kinkaid) era di 15 anni di scolarizzazione, un livello di scolarizzazione richiesto molto elevato.

#### Organizzazioni per il miglioramento dei TOS
Nel corso degli anni si sono affermate diverse organizzazioni per aiutare i consumatori a poter comprendere più agevolmente i TOS e le loro condizioni:
- Terms of Service; Didn't Read (o ToS;DR) - servizio online che analizza e assegna una valutazione ai TOS dei siti web e dei servizi web (è presente anche un'estensione per i browser che analizza i TOS di ogni sito web che si visita);
- TOSBack.org - supportata dalla no-profit Electronic Frontier Foundation, elenca (in maniera sequenziale e aggiornata in tempo reale) i cambiamenti ai TOS di molti servizi internet e software;
- Clickwrapped.com - effettua una valutazione di 15 aziende riguardo all'uso e al processamento che esse fanno dei dati personali degli utenti finali.